# New Carlisle (Ohio)
Pour les articles homonymes, voir New Carlisle.
New Carlisle est une ville américaine située dans le comté de Clark, dans l'Ohio. Selon le recensement de 2010, sa population est de 5 785 habitants.